# دختر مبارز
دختر مبارز (انگلیسی: Girlfight) یک فیلم درام به کارگردانی فیلم درام و بازیگری میشل رودریگز می باشد. این فیلم در مورد دختری در بروکلین می باشد که با تمرینات سخت تلاش دارد یک بوکسور حرفه ای شود.